# Bobří hráz

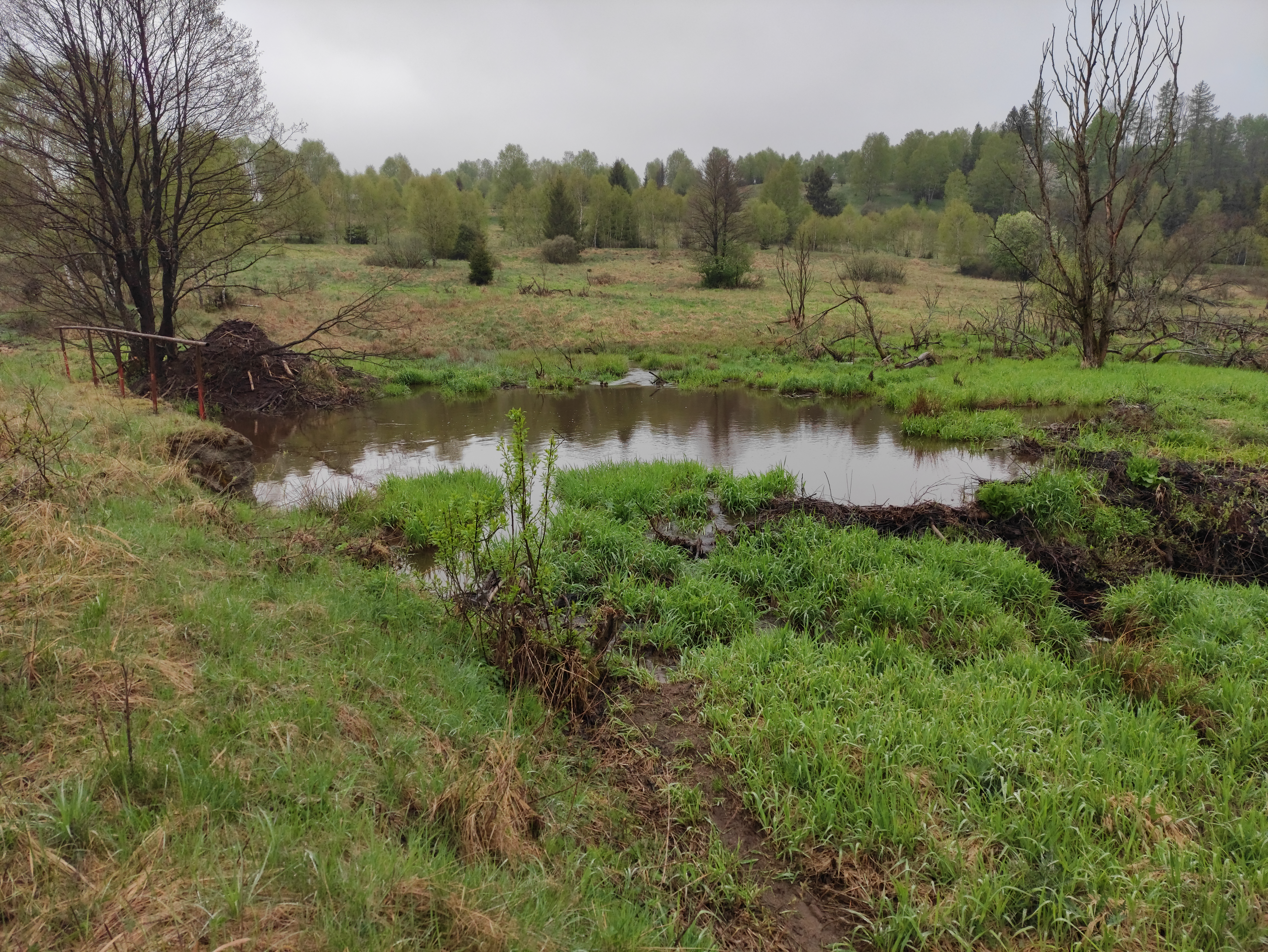
Bobří hráz a bobří hrad na Plazském potoce

Bobří hráz je stavba ze stromů a jejich částí, kterou vytváří zákonem chráněný bobr evropský a bobr kanadský. Bobr, který je hlodavec a býložravec, svou činnosti cíleně stahuje do vody větve, drny, hlínu, případně i antropogenní materiály (např. fólie z umělé hmoty) a přehrazuje tak vodní tok. Následně vzniká hráz s mokřadem, který je cenným přírodním biotopem a udržuje, čistí a reguluje vodu v krajině. Bobr svou činností může vytvářet a udržovat několik hrází a soustavu kanálů, nor a hradů. Bobři mají přirozenou podvědomou potřebu stavět hráze v tekoucí vodě, aby mohli vytvořit mělkou nádrž, která jim dopomáhá v přístupu za potravními zdroji. Při velkých povodních občas bobří hráz nevydrží tlak vody a je stržena. Svévolné ničení bobřích hrází lidmi je v rozporu se zákonem. Nicméně, v případě skutečných problémů (např. příliš velká hráz, škody na dopravní či technické infrastruktuře), může správce toku hráz bobrům zmenšit či odstranit, nesmí to být v době rozmnožování bobra. Nejdelší bobří hráz na světě je v národním parku Wood Buffalo v kanadské provincii Alberta, existuje nejméně od roku 1990 a má délku 850 metrů.
V roce 2025 bobří rodina postavila hráz pod Dolejším Padrťským rybníkem v české CHKO Brdy. Naplnila tak cíle revitalizačního projektu, v rámci kterého měla být na místě postavena série hrází za 30 milionů korun, které tak státu ušetřila.

## Galerie

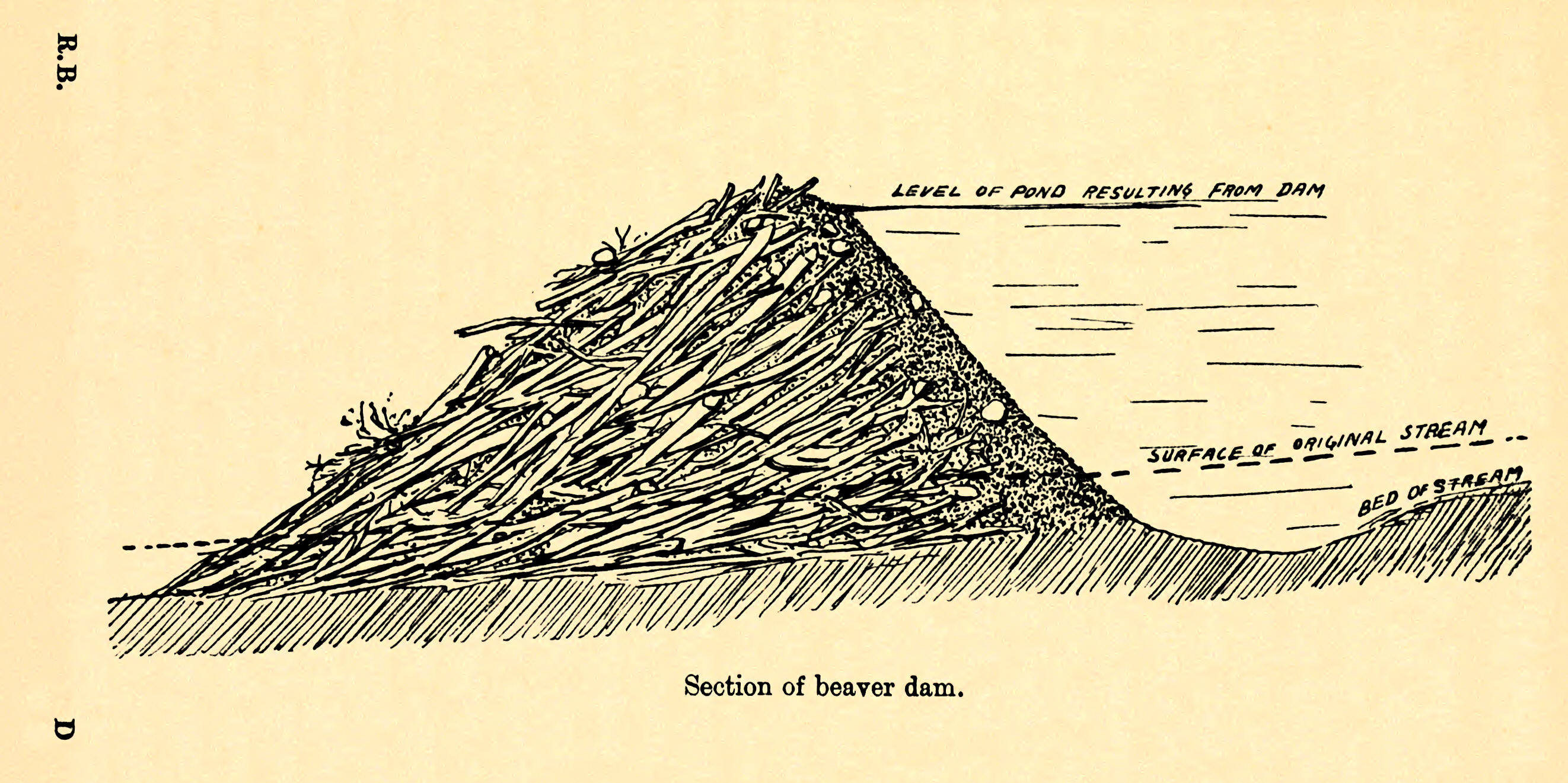
Profil bobří hráze
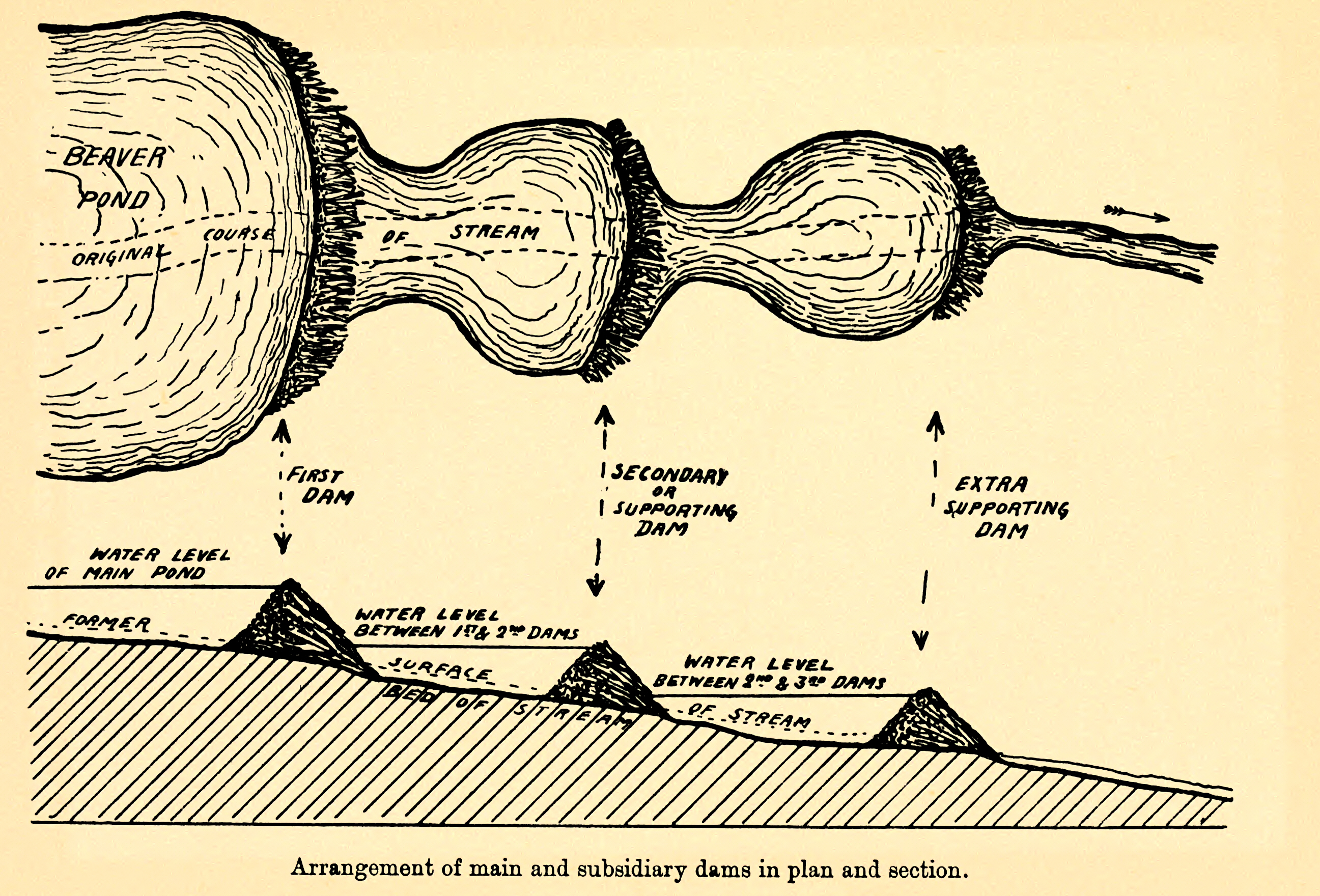
Půdorys a profil soustavy bobřích hrází
- video bobří hráze
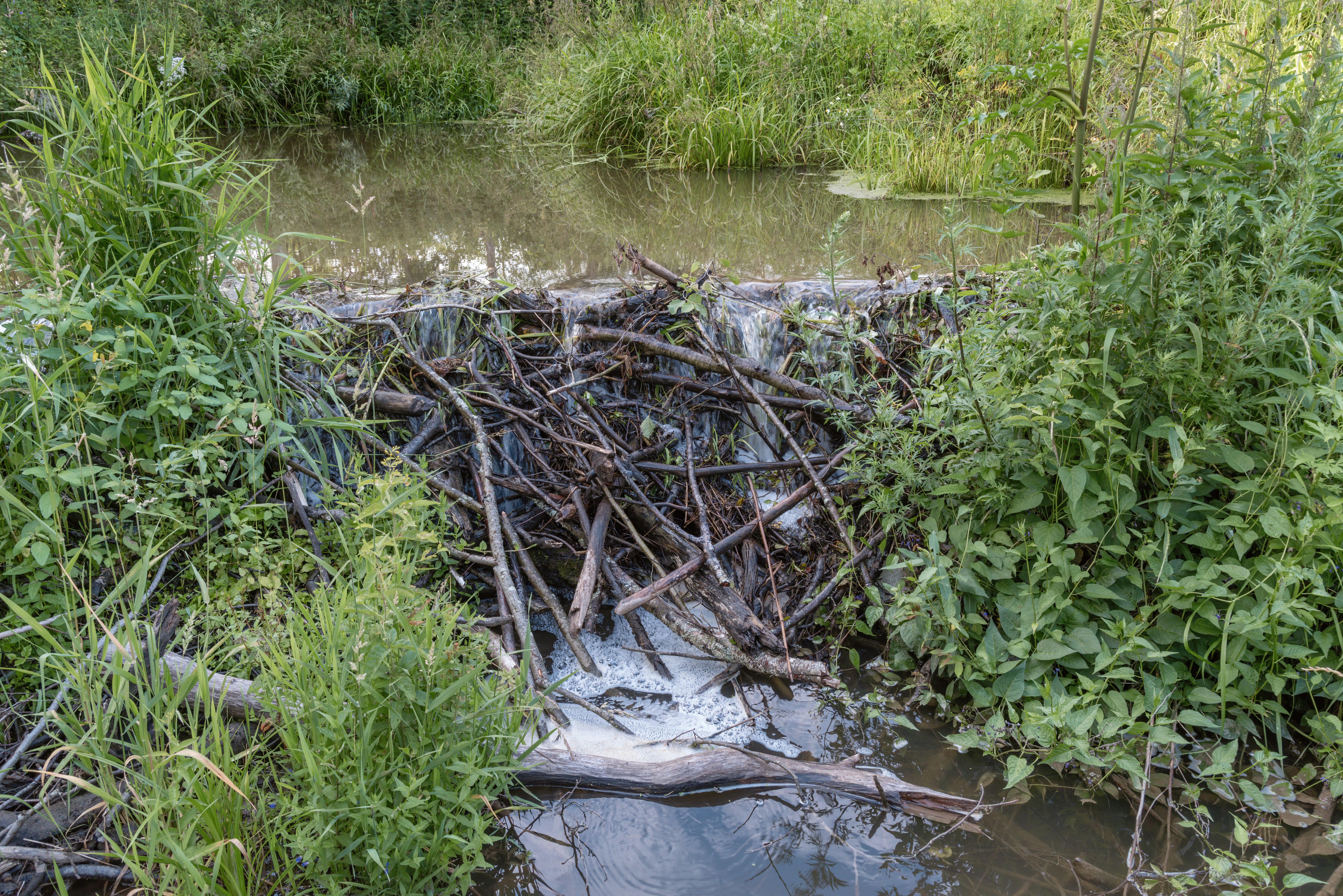
Bobří hráz na řece Rožděstvenka